# Laguerre-polynoom

De eerste 5 laguerre-polynomen.

In de wiskunde zijn de laguerre-polynomen, genoemd naar Edmond Laguerre (1834 - 1886), oplossingen van de {\displaystyle n}-de differentiaalvergelijking van Laguerre:
{\displaystyle xy''+(1-x)y'+ny=0,\,\qquad n=0,1,2,3\ldots }
Laguerre-polynomen vinden toepassing in de kwantummechanica, in het radiële deel van de oplossing van de schrödingervergelijking voor een 1-elektron atoom.

## Definitie
De {\displaystyle n}-de laguerre-polynoom {\displaystyle L_{n}(x)} is een polynoom van de graad {\displaystyle n} die gegeven wordt door de rodriguez-formule:
{\displaystyle L_{n}(x)={\frac {e^{x}}{n!}}{\frac {\mathrm {d} ^{n}}{\mathrm {d} x^{n}}}(x^{n}e^{-x})}
Voor de zo gedefinieerde laguerre-polynomen geldt:
{\displaystyle L_{n}(0)=1}
Fysici gebruiken vaak een definitie waarbij {\displaystyle n}-de laguerre-polynoom een factor {\displaystyle n!} ({\displaystyle n} faculteit) groter is.
De eerste laguerre-polynomen zijn:
| {\displaystyle n} | {\displaystyle L_{n}(x)}                                                                |
| ----------------- | --------------------------------------------------------------------------------------- |
| 0                 | {\displaystyle 1}                                                                       |
| 1                 | {\displaystyle -x+1}                                                                    |
| 2                 | {\displaystyle {\tfrac {1}{2}}(x^{2}-4x+2)}                                             |
| 3                 | {\displaystyle {\tfrac {1}{6}}(-x^{3}+9x^{2}-18x+6)}                                    |
| 4                 | {\displaystyle {\tfrac {1}{24}}(x^{4}-16x^{3}+72x^{2}-96x+24)}                          |
| 5                 | {\displaystyle {\tfrac {1}{120}}(-x^{5}+25x^{4}-200x^{3}+600x^{2}-600x+120)}            |
| 6                 | {\displaystyle {\tfrac {1}{720}}(x^{6}-36x^{5}+450x^{4}-2400x^{3}+5400x^{2}-4320x+720)} |

## Recursie
Tussen de polynomen bestaan de volgende recursieve betrekkingen:
{\displaystyle (n+1)L_{n+1}(x)=(2n+1-x)L_{n}(x)-nL_{n-1}(x)}
en
{\displaystyle xL_{n}'(x)=nL_{n}(x)-nL_{n-1}(x)}

## Orthogonaliteit
Laguerre-polynomen vormen een orthonormaal stelsel met betrekking tot het inproduct:
{\displaystyle \langle f,g\rangle =\int _{0}^{\infty }f(x)g(x)e^{-x}\,\mathrm {d} x}
Er geldt:
{\displaystyle \langle L_{m},L_{n}\rangle =\delta _{m,n}}
met 
{\displaystyle \delta } de kronecker delta

## Contourintegraal
De laguerre-polynomen kunnen in het complexe vlak ook uitgedrukt worden als complexe kringintegraal om de oorsprong, dus als een complexe integraal:
{\displaystyle L_{n}(x)={\frac {1}{2\pi i}}\oint {\frac {e^{-xz/(1-z)}}{(1-z)\,z^{n+1}}}\,\mathrm {d} z}

## Gegeneraliseerde laguerre-polynomen
De polynoom-oplossingen van de differentiaalvergelijking 
{\displaystyle xy''+(\alpha +1-x)y'+ny=0}
worden gegeneraliseerde laguerre-polynomen genoemd.
De formule van Rodriguez voor deze polynomen is
{\displaystyle L_{n}^{(\alpha )}(x)={x^{-\alpha }e^{x} \over n!}{\mathrm {d} ^{n} \over \mathrm {d} x^{n}}\left(e^{-x}x^{n+\alpha }\right)}
De gewone laguerre-polynomen zijn een speciaal geval:
{\displaystyle L_{n}^{(0)}(x)=L_{n}(x)}
De eerste gegeneraliseerde laguerre-polynomen zijn:
{\displaystyle {\begin{aligned}L_{0}^{(\alpha )}(x)&=1\\L_{1}^{(\alpha )}(x)&=-x+\alpha +1\\L_{2}^{(\alpha )}(x)&={\frac {x^{2}}{2}}-(\alpha +2)x+{\frac {(\alpha +2)(\alpha +1)}{2}}\\L_{3}^{(\alpha )}(x)&={\frac {-x^{3}}{6}}+{\frac {(\alpha +3)x^{2}}{2}}-{\frac {(\alpha +2)(\alpha +3)x}{2}}+{\frac {(\alpha +1)(\alpha +2)(\alpha +3)}{6}}\end{aligned}}}